# Municipio de Tri
El municipio de Tri (en inglés: Tri Township) es un municipio ubicado en el condado de McKenzie en el estado estadounidense de Dakota del Norte. En el año 2010 tenía una población de 104 habitantes y una densidad poblacional de 0,32 personas por km².

## Geografía
El municipio de Tri se encuentra ubicado en las coordenadas 48°0′58″N 103°39′57″O / 48.01611, -103.66583. Según la Oficina del Censo de los Estados Unidos, el municipio tiene una superficie total de 323.25 km², de la cual 294,78 km² corresponden a tierra firme y (8,81 %) 28,46 km² es agua.

## Demografía
Según el censo de 2010, había 104 personas residiendo en el municipio de Tri. La densidad de población era de 0,32 hab./km². De los 104 habitantes, el municipio de Tri estaba compuesto por el 100 % blancos. Del total de la población el 0 % eran hispanos o latinos de cualquier raza.